# 사업기회유용금지의무
사업기회유용금지의무는 이사, 임원, 회사의 대주주가 회사의 회사에 이익이 되거나 될 수 있는 사업기회를 직접 취하는 것을 금하는 회사법상 의무이다. 이사의 충실의무 중 하나로 규정되며 회사 기회의 편취라고도 한다.

## 사례
많은 한국기업들이 계열사의 일감을 몰아주는데 이는 지원을 받는 회사는 특별히 유리한 가격이 아닌 정상적인 시장가격으로 거래하더라도 별 다른 어려움 없이 안정적인 매출을 유지할 수 있게 되고 또 급속도로 성장할 수 있기 있는데, 이런 피지원기업의 대다수를 지배주주 일가가 직접 설립해 소유하기 때문에 사업기회유용금지법리에 저촉될 수 있다

## 판례
이사는 이익이 될 여지가 있는 사업기회가 있으면 이를 회사에 제공하여 회사로 하여금 이를 회사에 제공하여 회사로 하여금 이를 이용할 수 있도록 하여야 하고, 회사의 승인 없이 이를 자기 또는 제3자의 이익을 위하여 이용하여서는 아니 되지만, 회사의 이사회가 그에 관하여 충분한 정보를 수집,분석하고 정당한 절차를 거쳐 회사의 이익을 위하여 의사를 결정함으로써 그러한 사업기회를 포기하거나 어느 이사가 그것을 이용할 수 있도록 승인하였다면 그 의사결정과정에 현저한 불합리가 없는 한 그와 같이 결의한 이사들의 경영판단은 존중되어야 하고, 그러한 사업기회를 이용하게 된 이사나 이사회의 승인결의에 참여한 이사들이 이사로서 선량한 관리자의 주의의무나 충실의무를 위반하였다고 할 수 없다

## 참고 문헌
- 주제논단2 – 회사기회 편취에 대한 논의 이지수, 회사의 기회 (Corporate Opportunity Doctrine)
- 법무법인 세종-개정상법 상의 회사의 사업기회 유용금지 제도 관련 유의사항
- 강태훈, 회사기회 유용금지의 법리에 관한 연구 : 미국 판례의 발전과 우리 상법의 해석을 중심으로,  學位論文(博士)-- 高麗大學校 大學院 : 法學科 2013. 2

## 같이 보기
- 대한민국 상법 제397조의2 회사의 기회 및 자산의 유용 금지
- 일감몰아주기
- 자기거래금지의무